# Instrument mécanique ou acoustique
Dans le domaine de la facture instrumentale, un instrument mécanique — ou instrument acoustique — est un instrument de musique utilisant les vibrations physiques de corps solides. Il s'agit du type d'instrument le plus ancien.
Au cours de cette étape de l'histoire de l'organologie, des dizaines de générations d'artisans — facteurs, luthiers, etc. — chercheront, d'une manière empirique, les moyens d'améliorer la qualité et la puissance de leurs instruments, sans augmenter si possible leur encombrement.
Tous les instruments mécaniques se composent de quatre éléments :
- un élément matériel pouvant vibrer dans les fréquences audibles par l'oreille humaine
- un système quelconque qui permet au musicien de le mettre en vibration
- un matériau lié d'une manière mécanique au vibreur, qui reçoit la vibration, et en la diffusant, l'amplifie
- en général, un résonateur à qui sont transmises, par l'air ou par un lien mécanique, ces vibrations amplifiées.